# Anilocra tropica
Anilocra tropica es una especie de crustáceo isópodo marino del género Anilocra, familia Cymothoidae.
Fue descrita científicamente por Avdeev en 1977.

## Distribución
Esta especie se encuentra en el océano Pacífico norte.